# Clejani
Clejani – wieś w Rumunii, w okręgu Giurgiu, w gminie Clejani. W 2011 roku liczyła 2032 mieszkańców.